# Claudia Beni
Claudia Beni (Pobri, 30 mei 1986) is een Kroatisch zangeres. Toen ze voor het eerst deelnam aan Dora, de Kroatische nationale finale van het Eurovisiesongfestival was ze twaalf jaar. Toch was ze al een ervaren zangeres die opgetreden had in heel Kroatië, maar ook in Bosnië en Herzegovina, Slovenië en Montenegro met de Teens - eerder bekend als Mići Rokeri (Little Rockers). Na de verkoop van bijna 30.000 exemplaren van de drie Teens-albums, een aantal hitsingles en het ontvangen van de Porin-prijs 2002, brak Beni met met Teens.

## Carrière
Haar eerste soloalbum "Claudia" kwam vlak voor de zomer van 2002 uit. De singles "Tako hrabar da me ostavi?" (Moedig genoeg om me te verlaten), "Ili ona ili ja" (Het is zij of ik) (Zagrebfest 2001), en "Led" (IJs) (HRF 2002) brachten Beni aan de top van de hitparade. Haar eerste Europese optreden was op het Eurovisiesongfestival in Riga, 2003, waar zij het nummer Vise Nisam Tvoja (Ik kan jouw geliefde niet zijn) voordroeg. Daar bereikte ze de vijftiende plaats, waardoor Kroatië het jaar daarop eerst door een halve finale moest komen.
Beni werkte samen met een 'veteraan' van de Kroatische popscene, Ivana Banfić, met het nummer "Hrvatice vas vole" (Kroatische vrouwen houden van jou), opgedragen aan het Europees kampioenschap voetbal 2004. In 2004 bracht Beni ook haar tweede soloalbum uit: 'Čista kao suza'. Nummers van dit album als 'Čista kao suza', 'Bolesna' en 'U Noci Punog Mjesica' bereikten ook de hitlijsten. 
Beni heeft een kappersopleiding genoten in Opatija. Haar broer, Danijel Beni was een medelid van de Teens. Ze neemt vooral deel aan zomerfestivals, zoals het Marco Polo Fest.
In 2006 trad ze opnieuw in Dora (Kroatische preselecties voor Songfestival) aan met het lied 'Samo ti mi ostani' (Blijf alleen bij mij) om een deelnameplaats aan het Eurovisiesongfestival 2006 te bemachtigen, maar ze raakte niet door de preselectie. Beni zou deelnemen aan de Dora 2007 met het nummer 'Ti Si Tu'(Jij bent jij), maar zag daar voor de voorrondes van af, omdat ze niet blij was met de keuze van het liedje. 
1993: Put · 
1994: Tony Cetinski · 
1995: Magazin & Lidija · 
1996: Maja Blagdan · 
1997: ENI · 
1998: Danijela · 
1999: Doris Dragović · 
2000: Goran Karan · 
2001: Vanna · 
2002: Vesna Pisarović · 
2003: Claudia Beni · 
2004: Ivan Mikulić · 
2005: Boris Novković · 
2006: Severina · 
2007: Dragonfly feat. Dado Topić · 
2008: Kraljevi Ulice & 75 Cents · 
2009: Igor Cukrov feat. Andrea Šušnjara · 
2010: Feminnem · 
2011: Daria Kinzer · 
2012: Nina Badrić · 
2013: Klapa s Mora · 
2016: Nina Kraljić · 
2017: Jacques Houdek · 
2018: Franka Batelić · 
2019: Roko · 
2021: Albina Grčić · 
2022: Mia Dimšić · 
2023: Let 3 · 
2024: Baby Lasagna · 
2025: Marko Bošnjak